# Dogz
Dogz es un videojuego para móvil en el cual tienes que adoptar un cachorro, alimentarlo, entrenarlo y realizar una serie de actividades. 

## Historia
Dogz fue creado por PF Magic en el otoño de 1995 y publicado por Virgin Interactive Entertainment. Había cinco tipos de perros disponibles y un número limitado de juguetes para ellos, en esta primera distribución. El juego, aunque bastante simple, fue el primero de muchos títulos de una larga serie que continúa en la actualidad, con las versiones de GBA y Nintendo DS de Ubisoft, y la adaptación a teléfonos móviles en lenguaje Java por parte de Gameloft, quien tiene la licencia de Ubisoft para esta plataforma.